# Future (песня)
«Future» (с англ. — «Будущее») — это песня американской автора-исполнительницы Мадонны и американского рэпера Quavo с четырнадцатого студийного альбома Мадонны Madame X (2019). Песня была выпущена в качестве второго рекламного сингла с альбома 17 мая 2019 года компанией Interscope Records. Песня была написана Мадонной, Куэйво, Старрой, Клементом Пикардом и Максин Пикард. «Future» продюсировали Мадонна и Дипло. Песня была исполнена на конкурсе Евровидение 2019 вместе с синглом Мадонны 1989 года «Like a Prayer».

## Чарты
| Чарт (2019)                       | Высшая позиция |
| --------------------------------- | -------------- |
| Франция (SNEP)                    | 16             |
| Германия (Official German Charts) | 24             |
| Венгрия (Single Top 40)           | 30             |
| Израиль (Media Forest)            | 9              |
| Шотландия (OCC Scotland)          | 50             |